# Francisco Gómez Marijuán
Francisco Gómez Marijuán CMF (ur. 25 kwietnia 1906 w Villanueva del Conde, zm. 26 stycznia 1979) – hiszpański duchowny rzymskokatolicki, klaretyn, wikariusz apostolski Fernando Poo i biskup Santa Isabel. Ostatni biskup na tej katedrze będący zagranicznym misjonarzem.

## Biografia
15 kwietnia 1930 otrzymał święcenia prezbiteriatu i został kapłanem Zgromadzenia Misjonarzy Synów Niepokalanego Serca Błogosławionej Maryi Dziewicy.
14 listopada 1957 papież Pius XII mianował go wikariuszem apostolskim Fernando Poo oraz biskupem tytularnym sinnijskim. 15 czerwca 1958 przyjął sakrę biskupią z rąk biskupa Albacete Arturo Tabera Araoza CMF. Współkonsekratorami byli emerytowany wikariusz apostolski Bluefields Juan Matías Solá y Farrell OFMCap oraz biskup pomocniczy barceloński Narciso Jubany Arnau.
Jako ojciec soborowy wziął udział w soborze watykańskim II.
3 maja 1966 wikariat apostolski Fernando Poo został podniesiony do rangi diecezji. Tym samym bp Gómez Marijuán został biskupem Santa Isabel.
W kwietniu 1971 w wyniku antyklerykalnej i antyhiszpańskiej polityki prezydenta Francisco Macíasa Nguemy musiał opuścić Gwineę Równikową. 9 maja 1974 zrezygnował z biskupstwa.